# Военная техника Японии периода Второй мировой войны

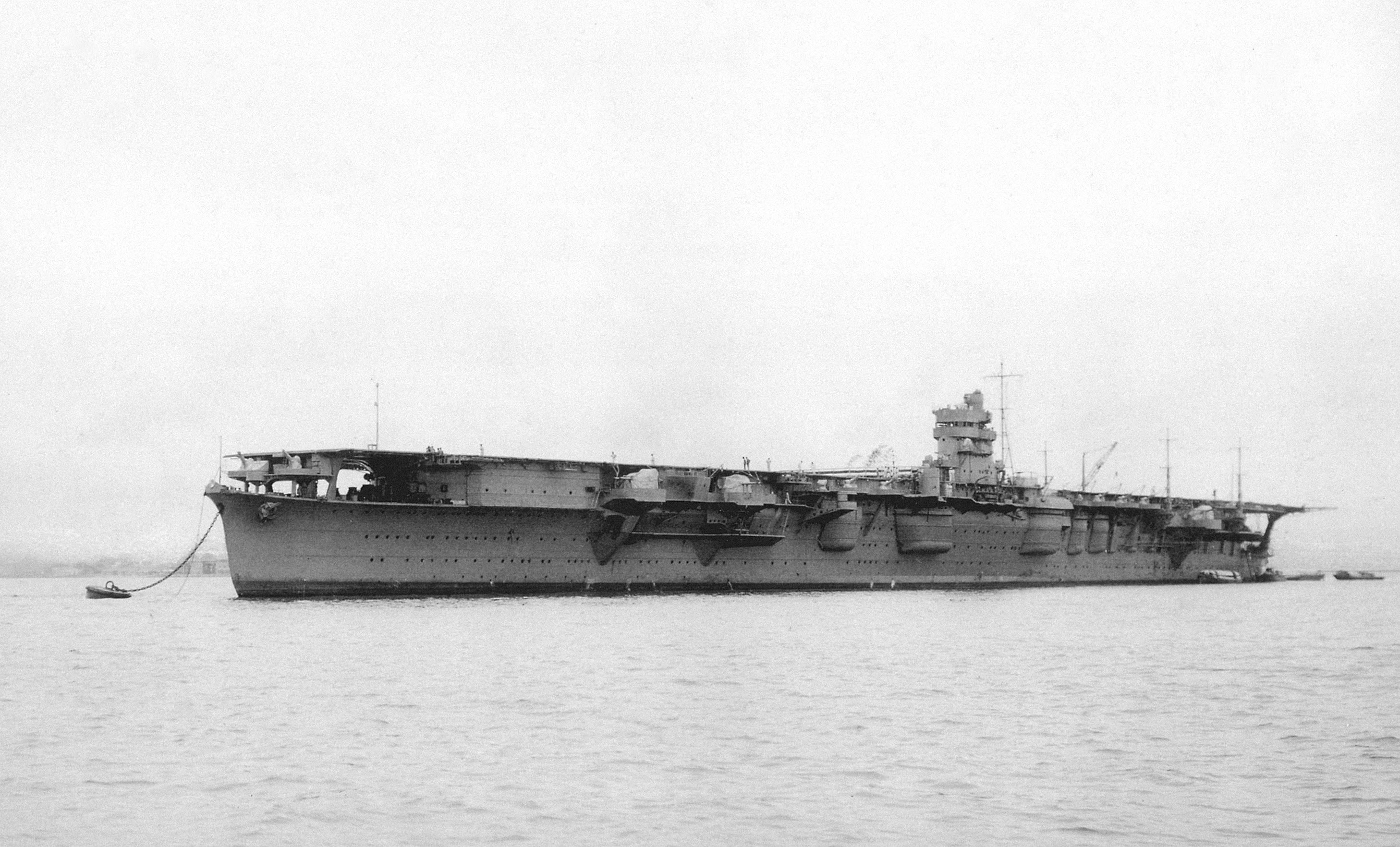
Авианосец «Хирю»

Военная техника Японии периода Второй мировой войны — вооружение и боевая техника Японии (авиация, бронетехника, артиллерия, стрелковое оружие, боевые корабли), применявшиеся в период с 1939 по 1945 год (с момента нападения Германии на Польшу в сентябре 1939 года и до подписания капитуляции Японией в сентябре 1945 года).

## Бронетанковая техника
Несмотря на наличие у японского военного руководства интереса к бронетехнике, скорость её развития в Японии был ниже, чем в странах Европы. Крупных механизированных соединений (как в немецкой или советской армии), у японцев не было, а отдельных бронетанковых войск в имперской армии так и не сформировалось. Основу бронетанкового парка составляли малые танки Тип 94 и Те-Ке, легкие Ха-Го, а также средние Чи-Ха и Шинхото Чи-Ха. В небольших количествах выпускались также Чи-Хе и Чи-Ну.

## Артиллерия
Полевую артиллерию представляли 75-мм полевые пушки Тип 38, 75-мм пушки Тип 90, 70-мм гаубицы Тип 92, 105-мм гаубицы Тип 91, 37-мм противотанковые пушки Тип 94, 47-мм противотанковые пушки Тип 1 и 75-мм зенитные орудия Тип 88.
Крупнокалиберную сухопутную артиллерию составляли гаубицы: 150-мм Тип 4, 300-мм Тип 7, 100-мм Тип 14, 150-мм Тип 38, 100-мм Тип 91, 150-мм Тип 96.

## Стрелковое оружие
В качестве стрелкового оружия в Японии использовались пехотные винтовки Arisaka Type 38 и Arisaka type 30. Снайперская винтовка Arisaka Type 97. Применялись также пулеметы Type 11 и Type 99. И ещё у солдат был Пистолет-Пулемёт Type 100.
Кроме того, в качестве личного оружия офицеров использовались револьверы Тип 26, а также пистолеты Хамада Тип 1, Намбу Тип 14 и Намбу Тип 94.

## Военно-морская техника
В Японии большое внимание уделялось военно-морскому флоту и палубной авиации. Палубный истребитель A6M Zero в начальный период войны считался одним из лучших в мире. В качестве палубного бомбардировщика использовался Aichi D3A, а в качестве торпедоносца — Nakajima B5N.
Пилоты камикадзе использовали самолёт снаряд Yokosuka MXY7 Ohka на ракетном двигателе.
Императорский флот Японии к началу войны имел авианосцы «Сорю», «Хирю», «Сёкаку», «Дзуйкаку», «Кага», «Акаги», «Сёхо» и «Дзуйхо», а также линейные корабли типа «Фусо», «Исэ» и «Нагато». Кроме того, во время войны были введены в строй крупнейшие в мире линкоры типа «Ямато». Но даже такой достаточно большой флот в конечном счете был практически полностью уничтожен союзниками.